# 半世紀冰原島峰
85°22′S 178°50′W / 85.367°S 178.833°W
半世紀冰原島峰（英語：Half Century Nunatak），是南極洲的冰原島峰，位於杜費克海岸，由新西蘭的探險隊命名，以紀念羅爾德·阿蒙森率領探險隊到達南極50年，現時由南極條約體系管理。